# كوبا أمريكا 1983
أقيمت البطولة بنظام التنقل
وتم استثناء منتخب الباراغواي حامل اللقب من خوض الدور الأول
وتوج منتخب الأوروجواي بطلًا للبطولة بعد أن جرى النهائي من مباراتين ذهاب وإياب.

## النتائج
تأهل الباراغواي مباشرة إلى نصف النهائي كونه حامل اللقب ولعب مع البرازيل وتعادلا 1-1 في الذهاب وتعادلا 0-0 في الإياب وحسمت المباراة للبرازيل
لعبت الأوروجواي مع البيرو وفازت 1-0 وتعادلا 1-1 في الإياب
أما في النهائي فقد لعبت الأوروجواي ضد البرازيل ففازت الأوروجواي 2-0 وتعادلا في الإياب